# Alchemilla multidens
Alchemilla multidens é uma espécie de rosácea do gênero Alchemilla, pertencente à família Rosaceae.